# Edward Walsh (ciclista)
Edward Walsh (Halifax, Nova Escòcia, 22 de novembre de 1996) és un ciclista canadenc.

## Palmarès
- 2014
  -  Campió del Canadà júnior en ruta